# 육교 (지리학)

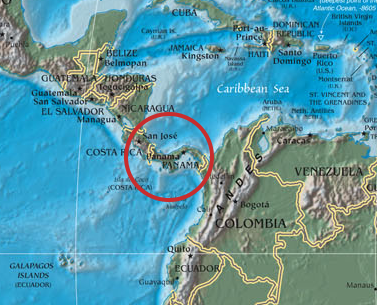
파나마 지협은 약 3백만년 전에 연결된 육교이다.

생물지리학에서 육교(陸橋, land bridge, 랜드 브리지)는 바다를 사이에 둔 지역을 연결하는 지협 등의 땅을 뜻한다. 격리된 동물이나 식물이 육교를 이용하여 새로운 땅으로 퍼져나갈 수 있다. 얕은 대륙붕이 해수면이 낮아짐에 따라 드러나기도 하고, 판 구조론에 따른 대륙 이동으로 만들어지기도 한다.

## 주요 육교
- 베링 육교: 빙하기 아시아와 북아메리카를 잇던 육교.
- 도거랜드: 빙하기에 유럽 대륙과 그레이트브리튼섬을 잇던 육교.
- 파나마 지협: 약 3백만년 전 연결된 남아메리카와 북아메리카를 잇는 육교.
- 시나이반도: 유라시아와 아프리카를 잇는 육교.
- 아담의 다리: 인도 아대륙과 스리랑카를 잇는 육교.

## 육교 가설
19세기 과학자들은 멀리 떨여진 지역 사이의 지질학적, 동물학적 유사성에 혼란을 겪었다. 이 문제를 해결하기 위해서 "지질학자와 고생물학자는 화석 기록 등으로 추측할 수 있는 명백한 대양 양편의 유사성을 설명하려 어쩌할 줄을 모르고, 그저 연필을 깎아 두 대륙을 잇는 육교를 그렸다." 이 개념은 줄 마르코(Jules Marcou)의 편지에서 처음 소개되었다.
이런 가설 상의 육교에는
- Archatlantis: 카리브 제도에서 북아메리카까지
- Archhelenis: 브라질에서 남아프리카까지
- Archiboreis: 북대서양
- Archigalenis: 중앙아메리카에서 하와이를 거쳐 동북아시아까지
- Archinotis: 남아메리카에서 남극까지
- Lemuria(레무리아): 아프리카의 마다가스카르 섬에서 인도 아대륙의 남부 지역, 그리고 오스트레일리아 대륙의 서부 지역까지

등이 있다.
이 이론은 20세기 중반, 판 구조론에 따른 대륙 이동의 개념이 받아들여지면서 더 이상 쓰이지 않게 되었다.

## 같이 보기
- 해수면 상승